# 三和化学工業
三和化学工業株式会社（さんわかがくこうぎょう、英称：Sanwa Chemical Industry Co.,Ltd. ）は、大阪府柏原市高井田に本社を置く石鹸の製造をおこなう企業である。

## 会社概要
創業から今日まで、石鹸類の製造を専業とする。自然派石鹸から、有名ブランドのスキンケア石鹸までOEMによる一貫製造を中心としている。その他シャンプーの他、トータルなヘアケア・ボディケアを中心とした製品の製造も手がける。
この他、花や洋菓子などといった、多種多様な形の石鹸の製造技術を持つ。